# Santa Marta (Extremadura)
Santa Marta egy község Spanyolországban, Badajoz tartományban. Santa Marta Solana de los Barros, Villalba de los Barros, La Parra, La Morera, Nogales, Corte de Peleas és Entrín Bajo községekkel határos. Lakosainak száma 4145 fő (2024).

## Népesség
A település népessége az utóbbi években az alábbiak szerint változott:
| Lakosok száma | 4102 | 4157 | 4236 | 4322 | 4351 | 4321 | 4293 | 4122 | 4094 | 4145 |
|               | 2001 | 2004 | 2006 | 2009 | 2011 | 2014 | 2016 | 2019 | 2021 | 2024 |